# Rinaldo Martino
Rinaldo Fioramonte Martino (* 6. Oktober 1921 in Rosario; † 15. November 2000 in Buenos Aires) war ein argentinischer Fußballspieler.

## Karriere

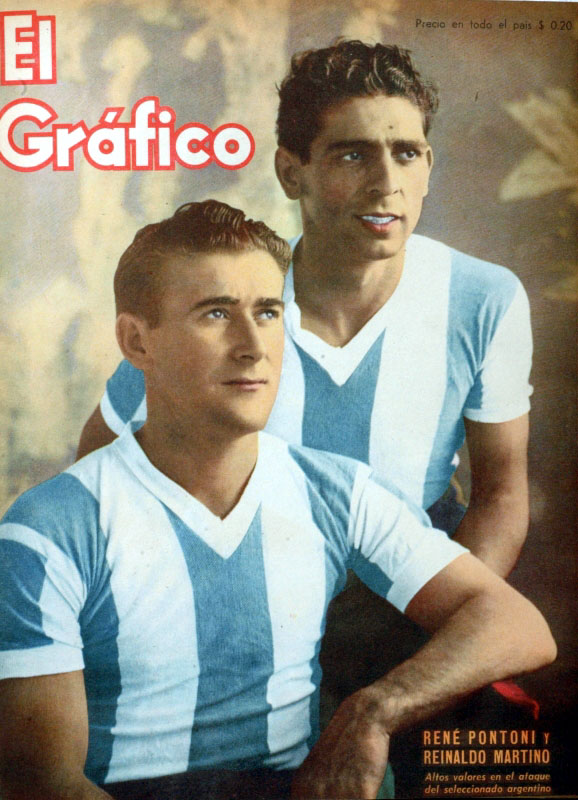
Rinaldo Martino (rechts) 1945 mit René Pontoni

### Verein
Rinaldo Martino begann seine fußballerische Laufbahn im Jahre 1941 bei dem Verein CA San Lorenzo de Almagro in Buenos Aires, nachdem er zuvor die Jugendabteilungen von CA Belgrano de Rosario, einem kleineren Verein seiner Heimatstadt, durchlaufen hatte. Für San Lorenzo spielte er 223 Spiele in der Primera División, der höchsten argentinischen Fußballliga, und erzielte dabei 142 Tore. In der Saison 1942 wurde Martino mit 25 Treffern in 30 Spielen Torschützenkönig der Primera División. 1946 gewann er mit San Lorenzo, wo zur damaligen Zeit auch unter anderem Ángel Zubieta und René Pontoni spielten, die argentinische Fußballmeisterschaft durch einen ersten Platz in der Tabelle mit vier Punkten Vorsprung auf die Boca Juniors. 1949 verließ er San Lorenzo de Almagro und ging nach Europa zu Juventus Turin. Dort spielte er ein Jahr lang sehr erfolgreich Fußball und gewann die Serie A 1949/50, die erste Saison nach dem Flugunfall der großen Mannschaft des zuvor dominanten AC Turin, bei dem viele Mannschaftsmitglieder ums Leben kamen, mit fünf Punkten vor dem AC Mailand. Rinaldo Martino gelangen in dieser einen Spielzeit in Italien 18 Tore in 33 Spielen. Trotz dieser guten Quote wechselte er nach nur einem Jahr bei Juventus Turin zu Nacional Montevideo nach Uruguay. Mit dem Verein gewann er zweimal, 1950 und 1952, die uruguayische Meisterschaft und spielte hier drei Jahre mit einer kurzen Unterbrechung, als er für ein Jahr für die Boca Juniors aktiv war. 1953 ließ Martino seine aktive Laufbahn bei CA Cerro ausklingen.

### Nationalmannschaft
Rinaldo Martino machte Länderspiele sowohl für die argentinische als auch für die italienische Fußballnationalmannschaft. 1942 debütierte er, damals für CA San Lorenzo spielen, in der Auswahl Argentiniens beim 4:1-Sieg gegen den Weltmeister von 1930, Uruguay. Martino war Teil der argentinischen Mannschaft, die bei der Campeonato Sudamericano 1945 den Sieg erringen konnte. Auch die Campeonato Sudamericano 1946 konnte er mit Argentinien gewinnen, wobei der Titelgewinn diesmal ohne einen einzigen Punktverlust glückte. Die Ehre, an einer Fußball-Weltmeisterschaft teilzunehmen, hatte Rinaldo Martino allerdings nicht, da zwischen 1938 und 1950 wegen des Zweiten Weltkrieges keine Weltturniere stattfanden und seine beste fußballerische Zeit eben auf diesen Zeitraum fiel. Fast hätte er doch noch an einer WM teilnehmen können, denn er machte 1949 ein Länderspiel für Italien, wo nach dem Absturz des Grande Torino, der auch den Großteil der Nationalmannschaft ausmachte, gerade gute Spieler gesucht waren. Es blieb für Martino jedoch bei dem einen Spiel, er wurde von Nationaltrainer Ferruccio Novo nicht für die Fußball-Weltmeisterschaft 1950 in Brasilien nominiert.

## Erfolge
- Campeonato Sudamericano de Fútbol: 1945, 1946
- Argentinische Meisterschaft: 1946
- Italienische Meisterschaft: 1949/50
- Uruguayische Meisterschaft: 1950, 1952
- Torschützenkönig der Argentinischen Meisterschaft: 1942